# Carrer Fort
El Carrer Fort és una obra del municipi d'Artés (Bages) inclosa en l'Inventari del Patrimoni Arquitectònic de Catalunya.

## Descripció
Es tracta d'una construcció civil: és un carrer d'habitatges format per cases de dos pisos d'alçària entre mitgeres i cobertes a doble vessant. Concretament el carrer del Fort és orientat a llevant la qual cosa fa que, malgrat la seva poca amplària, totes les cases multipliquin les seves obertures.

## Història
El carrer Fort o del Fort és un dels més antics del poble d'Artés; situat al nucli antic de la via comunica la plaça major amb el carrer del portal és un estret carrer de comunicació amb cases entre mitgeres de dos pisos i planta baixa amb llindes des del segle xvi al segle xviii. L'any 1555 a la població d'Artés hi vivien 31 famílies distribuïdes pels carrers del centre històric: carrer del portal de sta. Maria, del Portal de Salavert, del Fort, i plaça del Pedró.